# 挪得之地

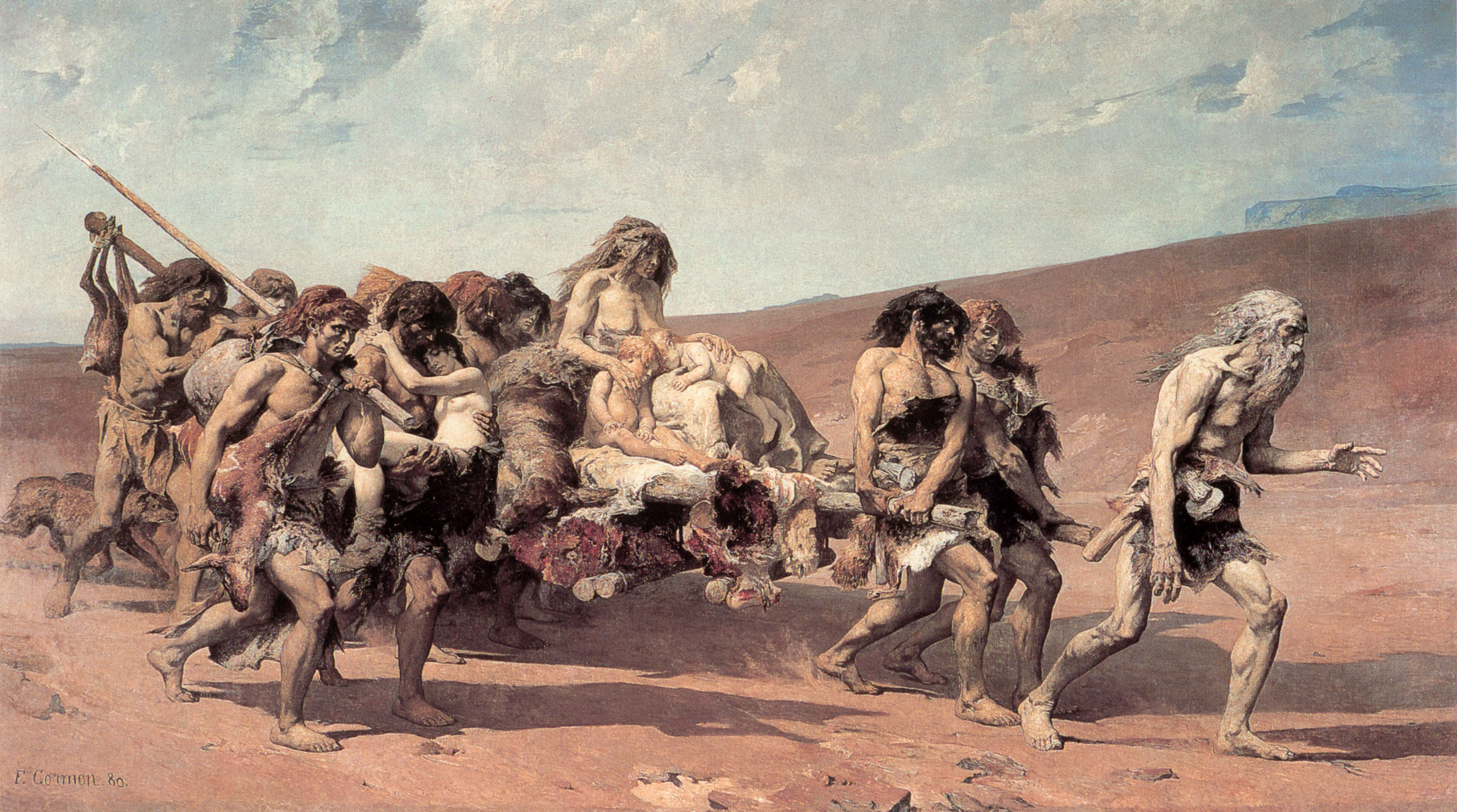
费尔南·科尔蒙在約1880年繪畫的《該隱逃離上帝詛咒》（Cain fleeing before Jehovah's Curse）

挪得之地（希伯來語： – [ʾereṣ-Nōḏ] 错误：{{Transl}}：无法识别转译标准 sbl handbook of style（帮助）），思高本作諾得地方，希伯來聖經《創世紀》中提及、位於「伊甸東邊的地方」，也是該隱謀害其弟亞伯而被上帝放逐後到達的區域。《創世紀》第4章第16節如此描述：
於是該隱離開耶和華的面，去住在伊甸東邊挪得之地。

וַיֵּ֥צֵא קַ֖יִן מִלִּפְנֵ֣י יְהוָ֑ה וַיֵּ֥שֶׁב בְּאֶֽרֶץ־נֹ֖וד קִדְמַת־עֵֽדֶן׃‬
後續的《創世紀》第4章第17節提到該隱在該地安穩下來後，與其妻生下一子以諾，並以後者的名字建立同名之城。在英語中「Nod」有「打瞌睡」之義，因而衍生出雙關性的熟語「Be in the land of nod」（進入夢鄉）。

## 字義
「挪得」（נוד‬）在希伯來語中是動詞「流浪」（לנדוד‬）的字根，因此「身處挪得之地」有過著顛沛流離生活之意。德國神學家與希伯來語言學家威廉·蓋森尼厄斯對「挪得」的定義如下：
移動、搖動，此處特指被風吹動的蘆葦（列王紀上 14:15）
從此流浪、逃亡（耶利米書 4:1；創世紀 4:12, 14；詩篇 56:9）
逃離（詩篇 11:1；耶利米書 49:30）
比喻，「所收割的、都飛去了」（以賽亞書 17:11）
就像《創世紀》第4章第1節中該隱的名字含義與「得到」有關那樣，「挪得」一詞可在同章第12中看出與通常被譯作「拿得」的「נָד‬」十分相像（通用希臘語《七十士譯本》對同一經文 （页面存档备份，存于）的翻譯「上帝咒罵該隱理應顫慄」）。在《梵蒂岡專名學》（Onomastica Vaticana）中，「挪得」希臘語譯法為，可能源自意指「休息、睡眠」的複數「נחים‬」。無論巧合與否，這譯法皆與英語中的「Nod」雙關詞吻合。

## 解讀
弗拉維奧·約瑟夫斯在其史書《猶太古史》（約93年）中敘述該隱來到挪得之地後在當地建立度量衡制度、劃分地界與修築堅城，但仍持續作奸犯科，訴諸暴力和盜竊。
挪得之地據信感受不到上帝的存在、看不見衪的面容。俄利根形容該地是「顫栗之地」，為背棄上帝之人的處境象徵。希波的奧古斯丁則指未皈依大公教會的猶太人有如「挪得之地的子民」，並稱他們是亂源和「世俗的禍根」。其他早期解讀視挪得之地為伊甸園的對立面，比其他人類流放地更其惡劣。在英格蘭傳統中，挪得之地有時被描述為盡是兇禽猛獸的沙漠，或是漆黑一片的無光地帶，甚至是遠離上帝面容的地底。

## 以挪得之地命名的地方

### 英格蘭

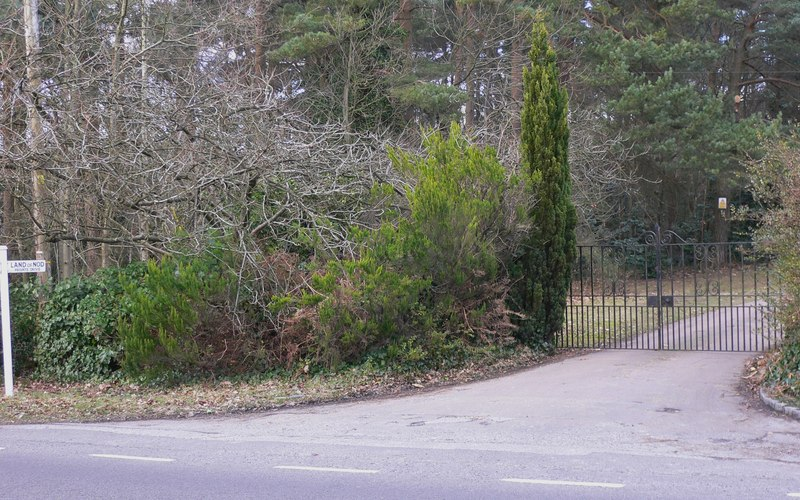
通往英格蘭漢普郡黑德利唐挪得之地路的大閘

在英格蘭內有多處以挪得之地命名的地方，其中包括鄰近東約克郡斯伯丁沼地畔霍爾姆、位於3.2公里長的洛克巷（Lock Ln）終端的小村莊（53°49′07″N 0°43′17″W / 53.8185°N 0.7215°W）和漢普郡黑德利唐的一條私家路（Land of Nod Private Drive，51°07′16″N 0°47′59″W / 51.1211°N 0.7998°W）。

### 美國
位於麻薩諸塞州沃本附近的「大田地」（Great Plot）以北（1,214.1公頃）的土地被1640–42年的當地人命名為「挪得之地」。歷史學家與第二任查爾斯頓市長小羅伯特·弗羅辛厄姆在其著作《麻薩諸塞州查爾斯頓的歷史》（The History of Charlestown, Massachusetts）中指出：「這名字可能是在暗示其空曠悽惶的狀況、遠離教儀規範，就如該隱離開主面前後便四處飄蕩一樣」。此外，該地的傳統原住民叫法為「內納薩瓦塔瓦托克茲」（Nena Saawaattawattocks）。緬因州溫德姆也有一條住宅道路名叫挪得之地（43°45′02″N 70°22′43″W / 43.7506°N 70.3787°W）。

## 在流行文化之中
第一次有紀錄使用「Be in the land of nod」來形容「睡眠」為1737年喬納森·斯威夫特的《上流賢明的對語全集》。後來羅伯特·路易斯·史蒂文森亦在其詩《挪得之地》中（The Land of Nod）使用這一短語，該詩隨後被收錄進《兒童詩園》（1885年）內。在尼爾·舒斯特曼的《殺戒》三部曲（Arc of a Scythe）中，挪得之地被虛構化成對抗刈鐮王國（Scythedom）的失效安全裝置，且在第三集《玄鐘》（The Toll）中發揮關鍵作用。而終極動員令系列則有一個派系被稱作「NOD兄弟會」，由神秘且富魅力的肯恩領導。